# Marhaň
Marhaň é um município da Eslováquia, situado no distrito de Bardejov, na região de Prešov. Tem 10,4 km² de área e sua população em 2018 foi estimada em 964 habitantes.

## Demografia
| Ano:        | 1994 | 2004   | 2014   | 2024   |
| ----------- | ---- | ------ | ------ | ------ |
| Broj ljudi: | 885  | 938    | 965    | 955    |
| Razlika:    |      | +5,98% | +2,87% | -1,03% |

| Ano:               | 2023 | 2024   |
| ------------------ | ---- | ------ |
| Número de pessoas: | 951  | 955    |
| Diferença:         |      | +0,42% |